# Aleyrodes sorini
Aleyrodes sorini là một loài côn trùng cánh nửa trong họ Aleyrodidae, phân họ Aleyrodinae.
Aleyrodes sorini được Takahashi miêu tả khoa học đầu tiên năm 1958.